# Bosville
Bosville est une commune française située dans le département de la Seine-Maritime, en région Normandie.

## Géographie
| Cany-Barville             | Sasseville |                         |
|                           | Bosville   | Saint-Vaast-Dieppedalle |
| Grainville-la-Teinturière | Oherville  | Veauville-lès-Quelles   |

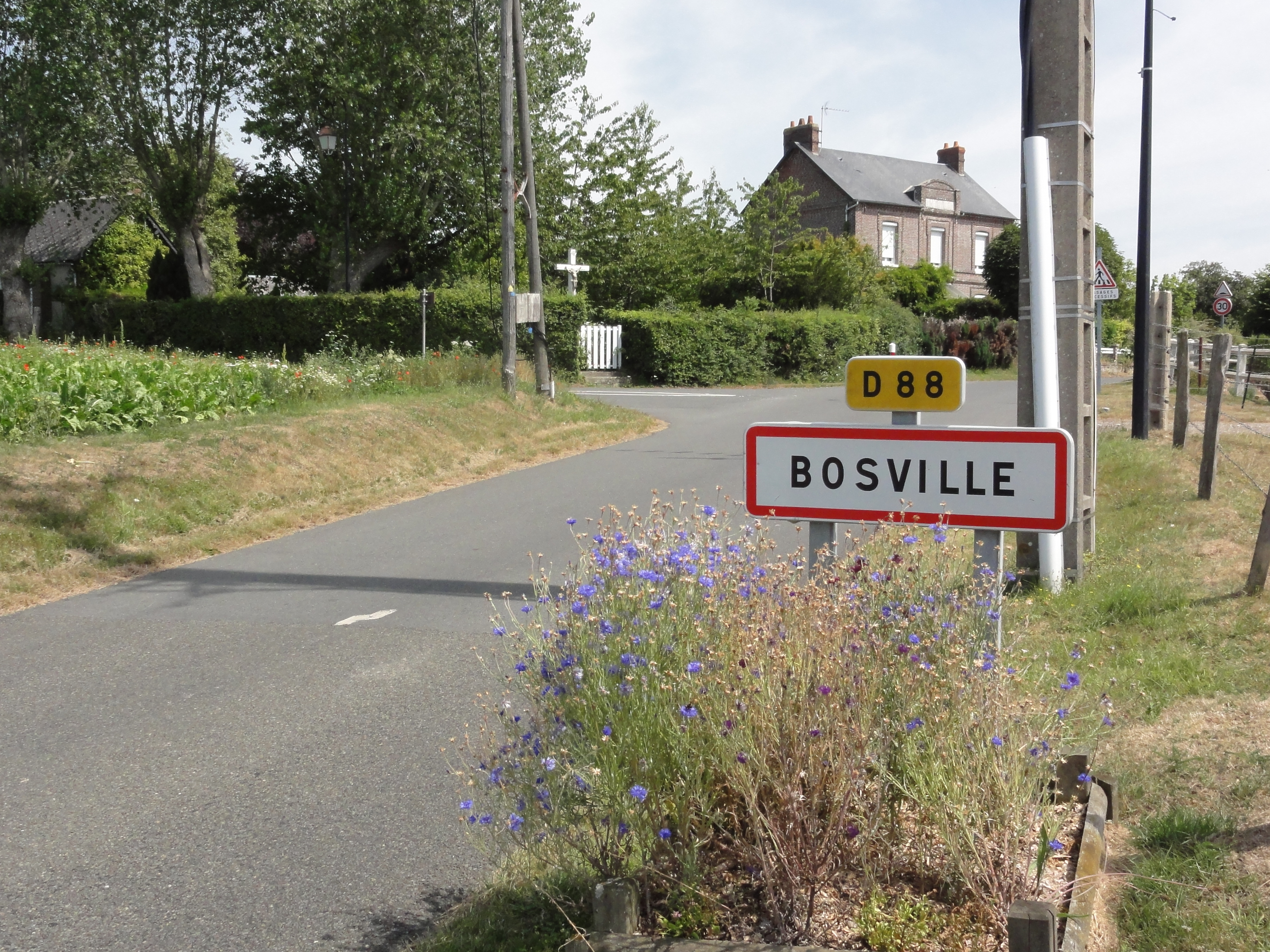
Entrée de Biosville.
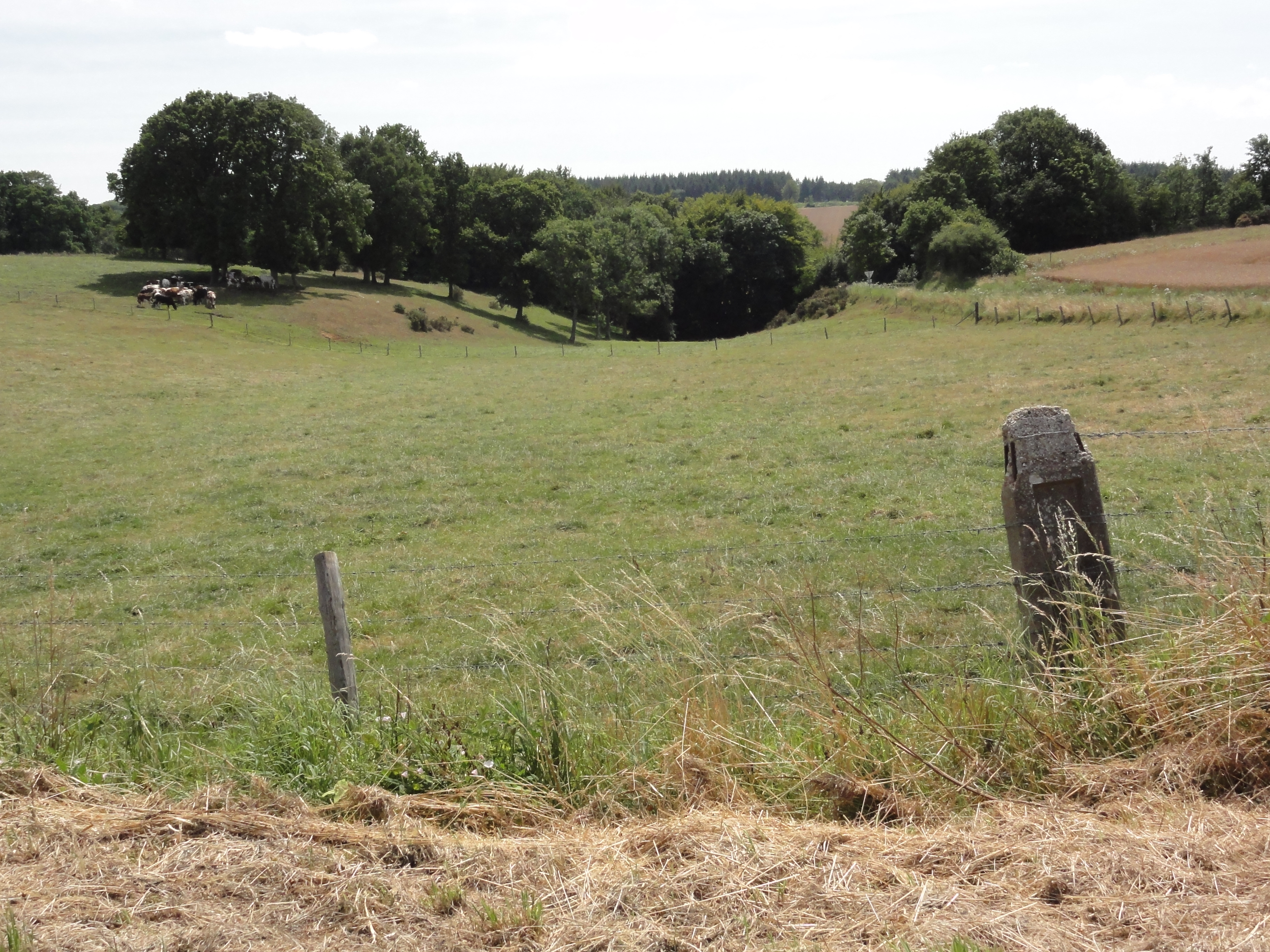
Paysage à Bosville.
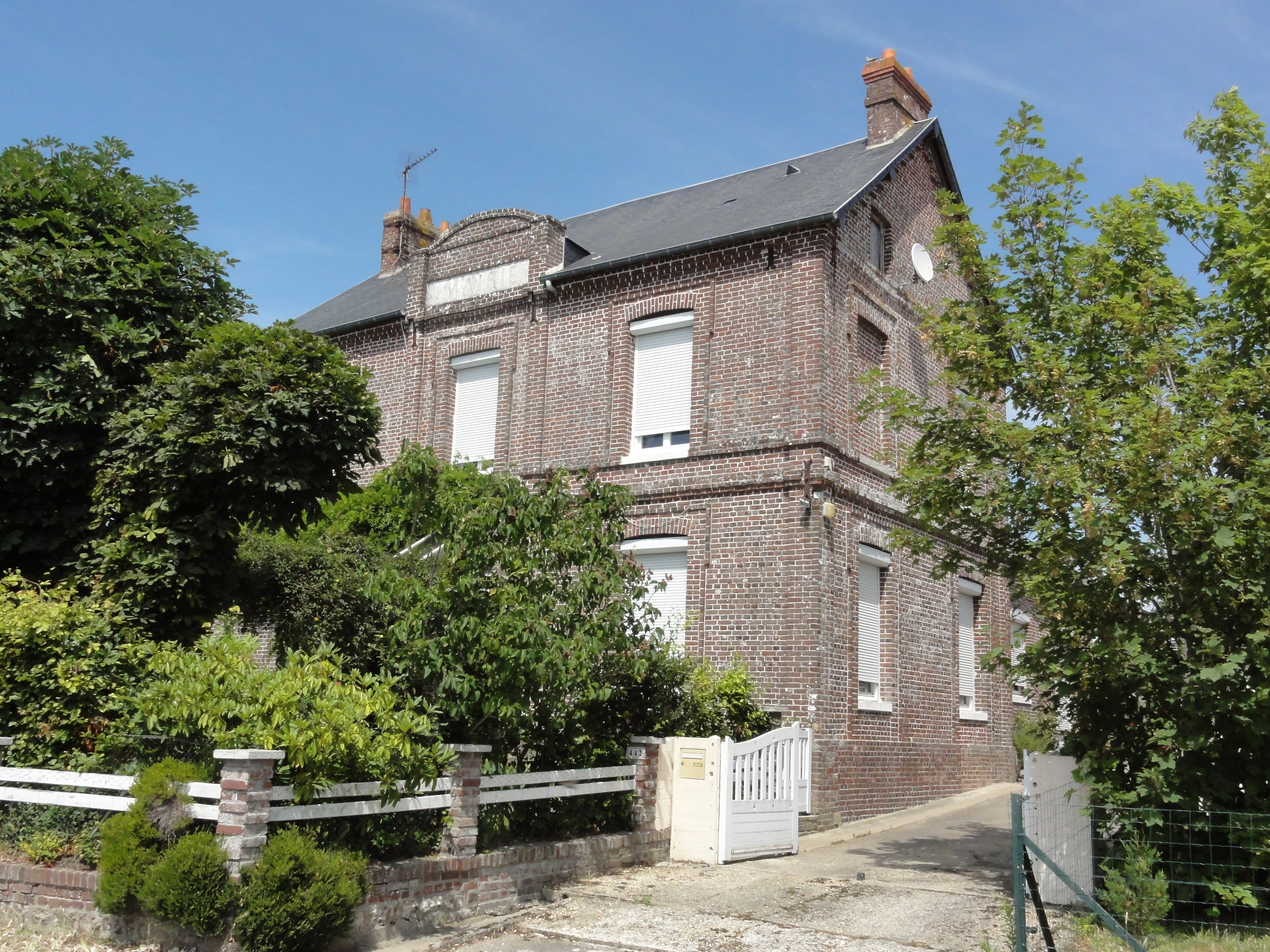
L'ancienne mairie.

### Hydrographie
La commune est située dans le bassin Seine-Normandie. Elle n'est drainée par aucun cours d'eau,.

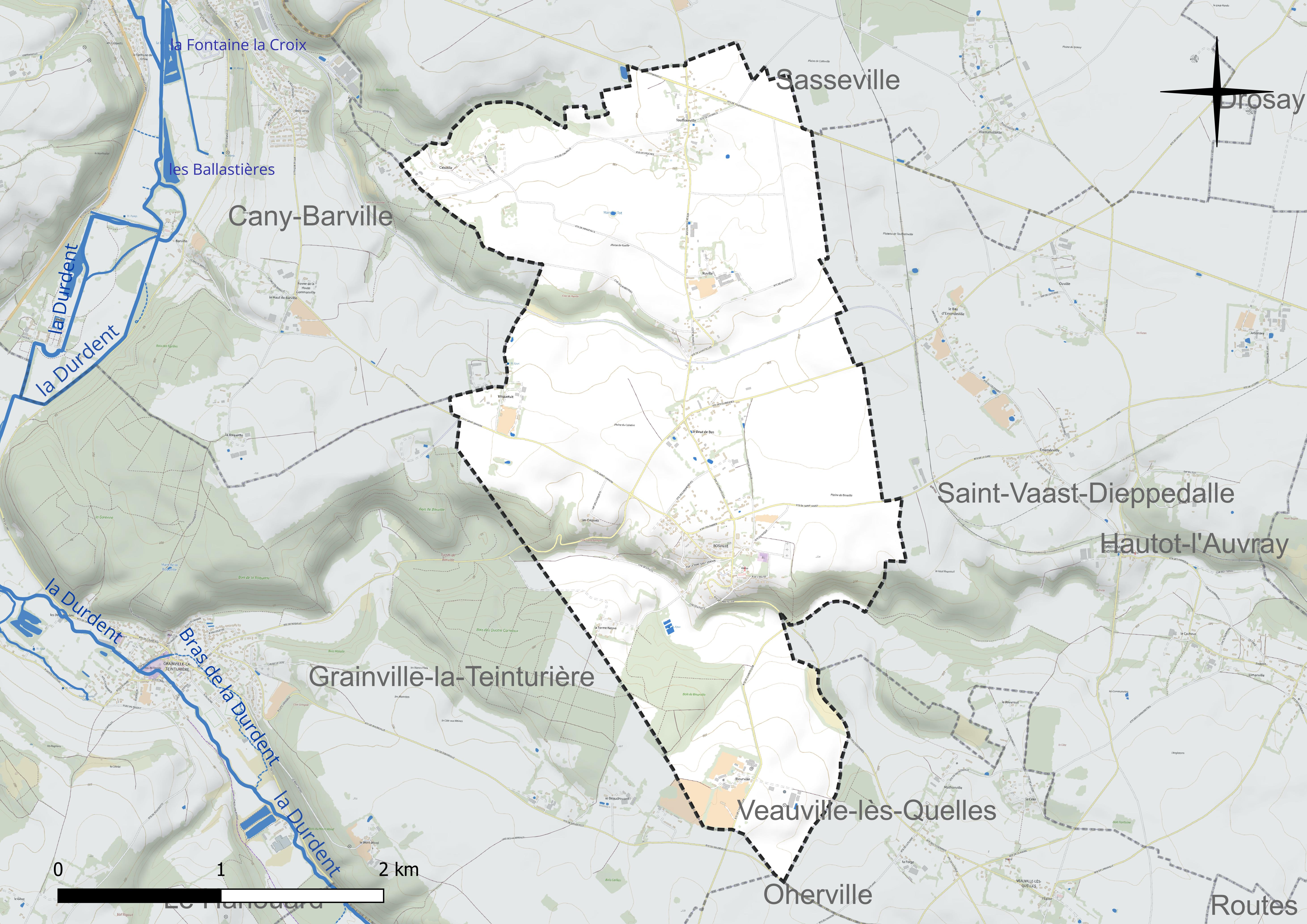
Réseau hydrographique de Bosville.

### Climat
Pour des articles plus généraux, voir Climat de la Normandie et Climat de la Seine-Maritime.
En 2010, le climat de la commune est de type climat océanique franc, selon une étude du CNRS s'appuyant sur une série de données couvrant la période 1971-2000. En 2020, Météo-France publie une typologie des climats de la France métropolitaine dans laquelle la commune est exposée à un climat océanique et est dans la région climatique Côtes de la Manche orientale, caractérisée par un faible ensoleillement (1 550 h/an) ; forte humidité de l’air (plus de 20 h/jour avec humidité relative > 80 % en hiver), vents forts fréquents. Parallèlement le GIEC normand, un groupe régional d’experts sur le climat, différencie quant à lui, dans une étude de 2020, trois grands types de climats pour la région Normandie, nuancés à une échelle plus fine par les facteurs géographiques locaux. La commune est, selon ce zonage, exposée à un « climat maritime », correspondant au Pays de Caux, frais, humide et pluvieux, légèrement plus frais que dans le Cotentin.
Pour la période 1971-2000, la température annuelle moyenne est de 10,4 °C, avec une amplitude thermique annuelle de 13,8 °C. Le cumul annuel moyen de précipitations est de 904 mm, avec 13,3 jours de précipitations en janvier et 8,5 jours en juillet. Pour la période 1991-2020, la température moyenne annuelle observée sur la station météorologique la plus proche, située sur la commune d'Ectot-lès-Baons à 15 km à vol d'oiseau, est de 10,8 °C et le cumul annuel moyen de précipitations est de 905,5 mm,. Pour l'avenir, les paramètres climatiques de la commune estimés pour 2050 selon différents scénarios d’émission de gaz à effet de serre sont consultables sur un site dédié publié par Météo-France en novembre 2022.

## Urbanisme

### Typologie
Au 1er janvier 2024, Bosville est catégorisée commune rurale à habitat dispersé, selon la nouvelle grille communale de densité à sept niveaux définie par l'Insee en 2022.
Elle est située hors unité urbaine. Par ailleurs la commune fait partie de l'aire d'attraction de Cany-Barville, dont elle est une commune de la couronne,. Cette aire, qui regroupe 6 communes, est catégorisée dans les aires de moins de 50 000 habitants,.

### Occupation des sols
L'occupation des sols de la commune, telle qu'elle ressort de la base de données européenne d’occupation biophysique des sols Corine Land Cover (CLC), est marquée par l'importance des territoires agricoles (81 % en 2018), une proportion identique à celle de 1990 (81 %). La répartition détaillée en 2018 est la suivante : 
terres arables (70,1 %), forêts (9,7 %), prairies (8 %), zones urbanisées (6,4 %), zones agricoles hétérogènes (2,9 %), milieux à végétation arbustive et/ou herbacée (2,9 %). L'évolution de l’occupation des sols de la commune et de ses infrastructures peut être observée sur les différentes représentations cartographiques du territoire : la carte de Cassini (XVIIIe siècle), la carte d'état-major (1820-1866) et les cartes ou photos aériennes de l'IGN pour la période actuelle (1950 à aujourd'hui).

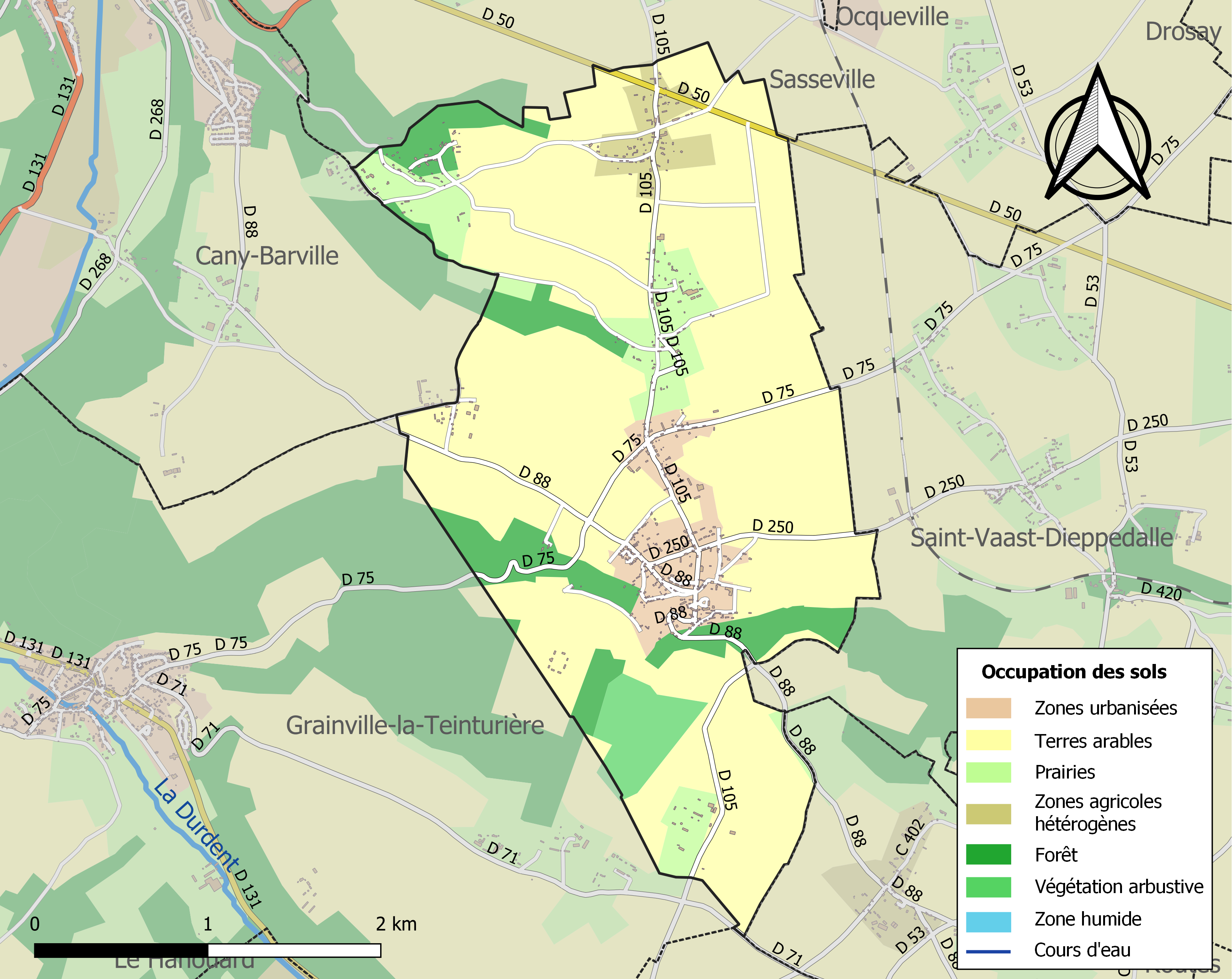
Carte des infrastructures et de l'occupation des sols de la commune en 2018 (CLC).

## Toponymie
Le nom de la localité est attesté sous les formes Botevilla entre 1060 et 1066, Boevilla fin du XIIe siècle. 
Cette ancienne graphie récuse l’étymologie qui ferait venir le nom de Bosville, de Bos (le bois) Ville, en quelque sorte la ville du bois.

## Histoire
Le fief noble de Bosville est vendu par l'abbaye de l'Isle-Dieu le 12 juin 1577 à Raoul de Losne, écuyer. L'abbaye n'a plus alors le droit de présentation à la cure.

## Politique et administration
| Période                                  | Période                    | Identité            | Étiquette | Qualité                    |
| ---------------------------------------- | -------------------------- | ------------------- | --------- | -------------------------- |
| Les données manquantes sont à compléter. |                            |                     |           |                            |
| mars 2001                                | mars 2014                  | Jean-Pierre Savalle |           |                            |
| mars 2014                                | mai 2020                   | Marie-Pierre Vaslin |           |                            |
| juillet 2020                             | En cours (au 10 août 2020) | Patrice Hoyé        |           | Chef d'entreprise retraité |

## Démographie
L'évolution du nombre d'habitants est connue à travers les recensements de la population effectués dans la commune depuis 1793. Pour les communes de moins de 10 000 habitants, une enquête de recensement portant sur toute la population est réalisée tous les cinq ans, les populations de référence des années intermédiaires étant quant à elles estimées par interpolation ou extrapolation. Pour la commune, le premier recensement exhaustif entrant dans le cadre du nouveau dispositif a été réalisé en 2008.

En 2022, la commune comptait 585 habitants, en évolution de +1,04 % par rapport à 2016 (Seine-Maritime : +0,35 %, France hors Mayotte : +2,11 %).
| 1793  | 1800  | 1806  | 1821  | 1831  | 1836  | 1841  | 1846  | 1851  |
| ----- | ----- | ----- | ----- | ----- | ----- | ----- | ----- | ----- |
| 1 026 | 1 200 | 1 263 | 1 199 | 1 321 | 1 403 | 1 445 | 1 468 | 1 380 |

| 1856  | 1861  | 1866  | 1872  | 1876  | 1881  | 1886  | 1891  | 1896 |
| ----- | ----- | ----- | ----- | ----- | ----- | ----- | ----- | ---- |
| 1 328 | 1 333 | 1 302 | 1 254 | 1 171 | 1 126 | 1 065 | 1 119 | 903  |

| 1901 | 1906 | 1911 | 1921 | 1926 | 1931 | 1936 | 1946 | 1954 |
| ---- | ---- | ---- | ---- | ---- | ---- | ---- | ---- | ---- |
| 882  | 746  | 730  | 531  | 549  | 550  | 531  | 579  | 577  |

| 1962 | 1968 | 1975 | 1982 | 1990 | 1999 | 2006 | 2008 | 2013 |
| ---- | ---- | ---- | ---- | ---- | ---- | ---- | ---- | ---- |
| 584  | 571  | 470  | 457  | 437  | 512  | 531  | 539  | 572  |

| 2018 | 2022 | - | - | - | - | - | - | - |
| ---- | ---- | - | - | - | - | - | - | - |
| 579  | 585  | - | - | - | - | - | - | - |

## Culture locale et patrimoine

### Lieux et monuments
- Église Saint-Samson.
- Monument aux morts.
- Stèle commémorant le député Cherfils

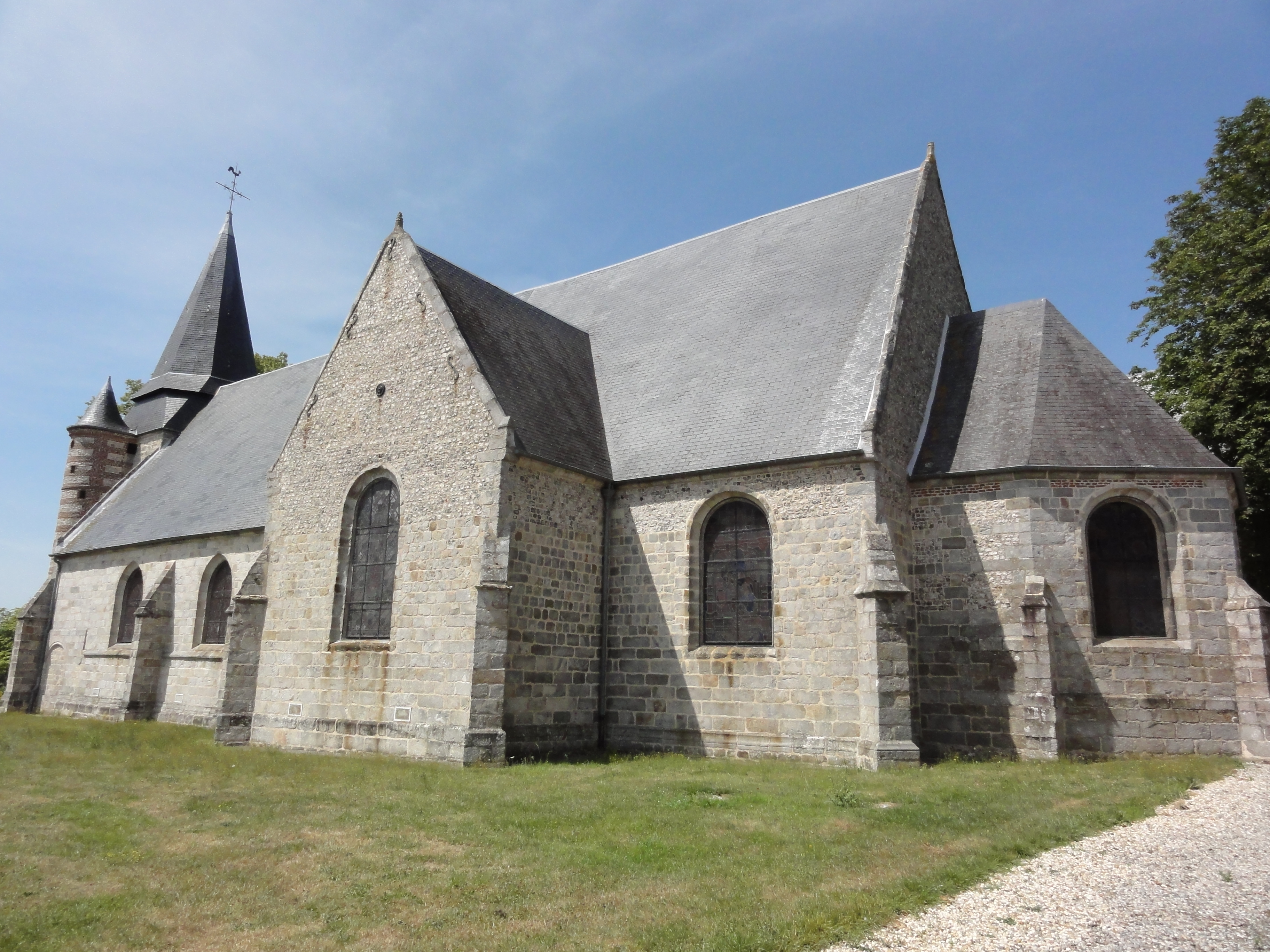
Église Saint-Samson.
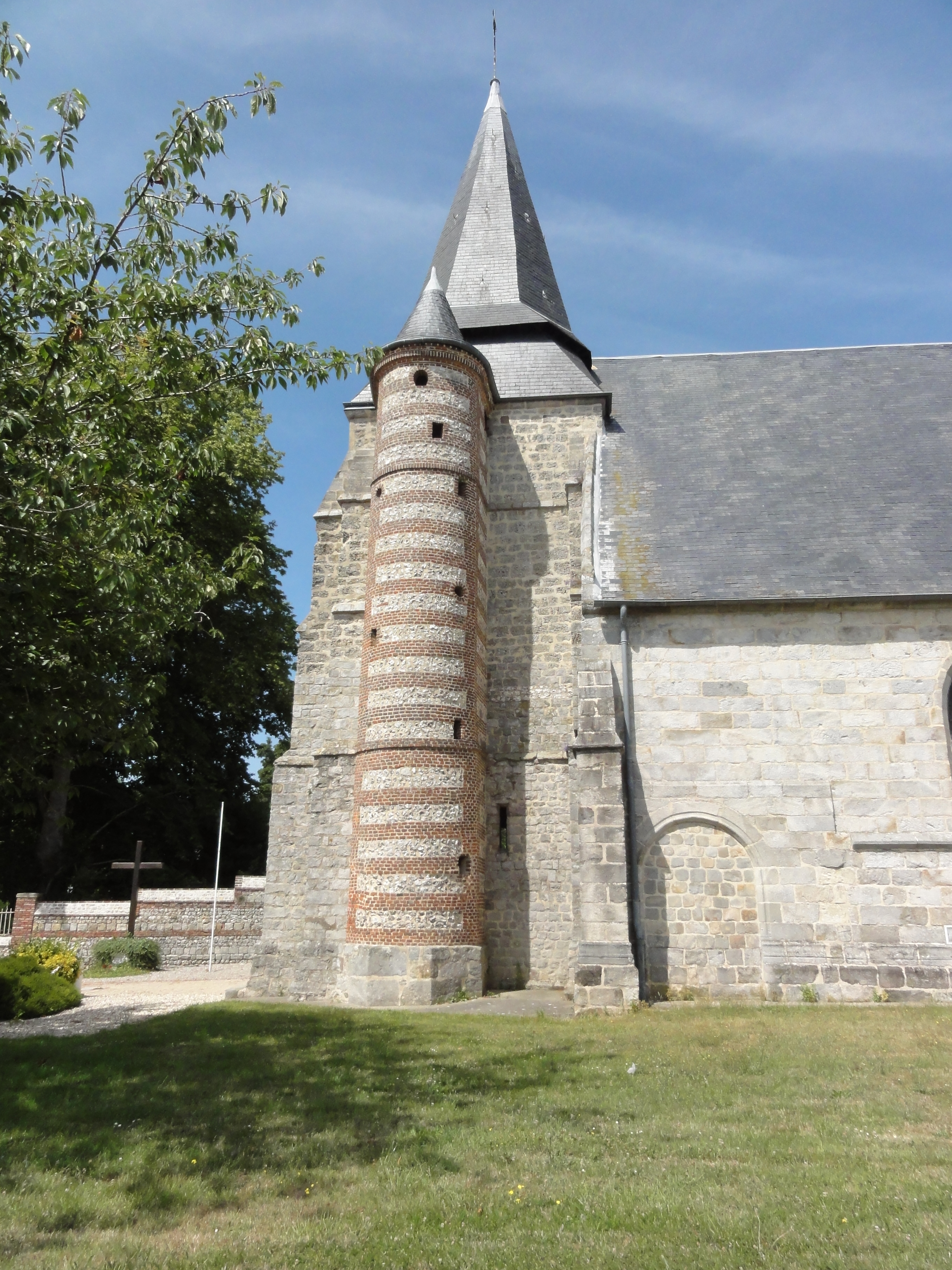
La tour de l'église Saint-Samson.
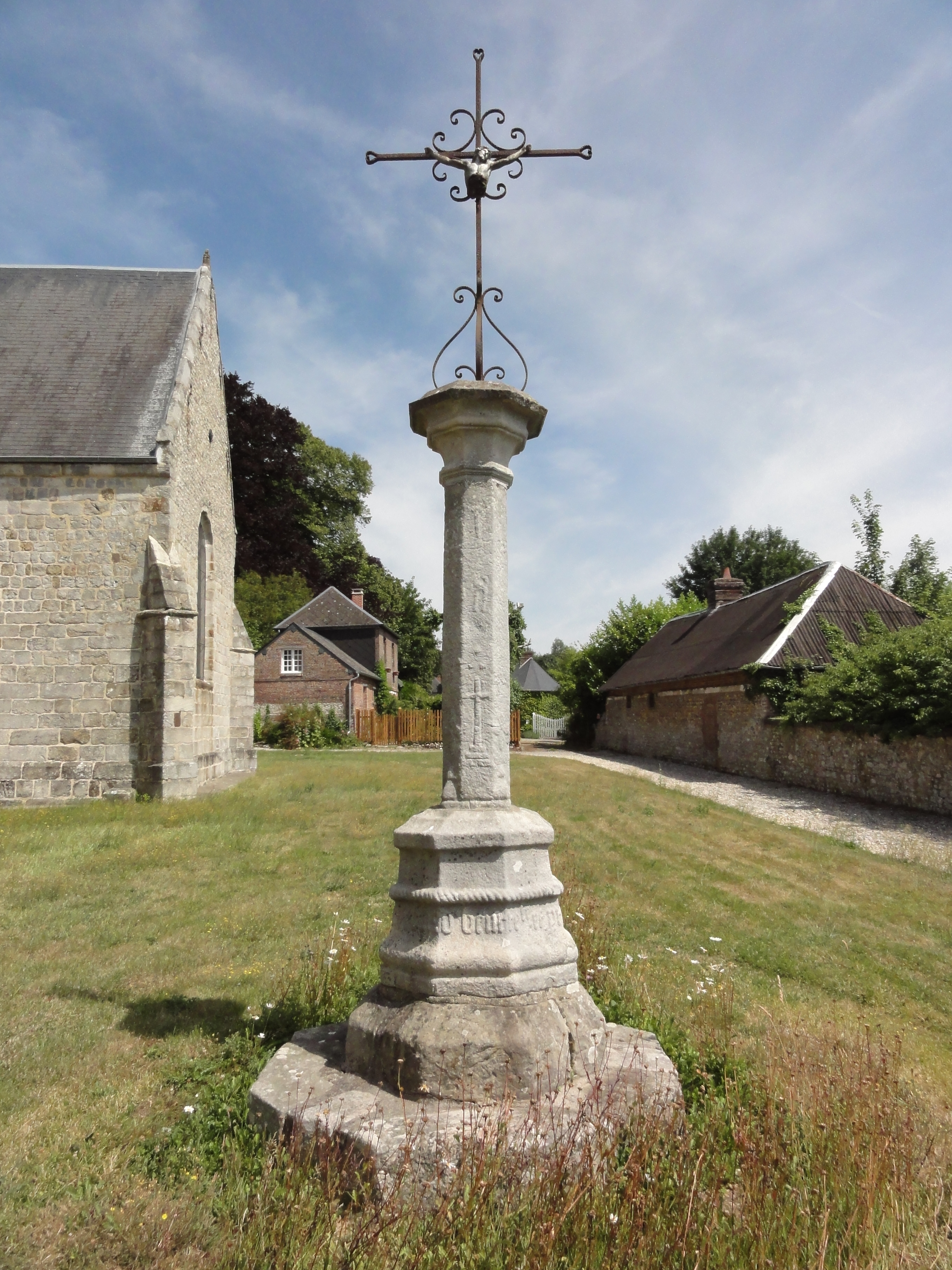
La croix de ancien cimetière.
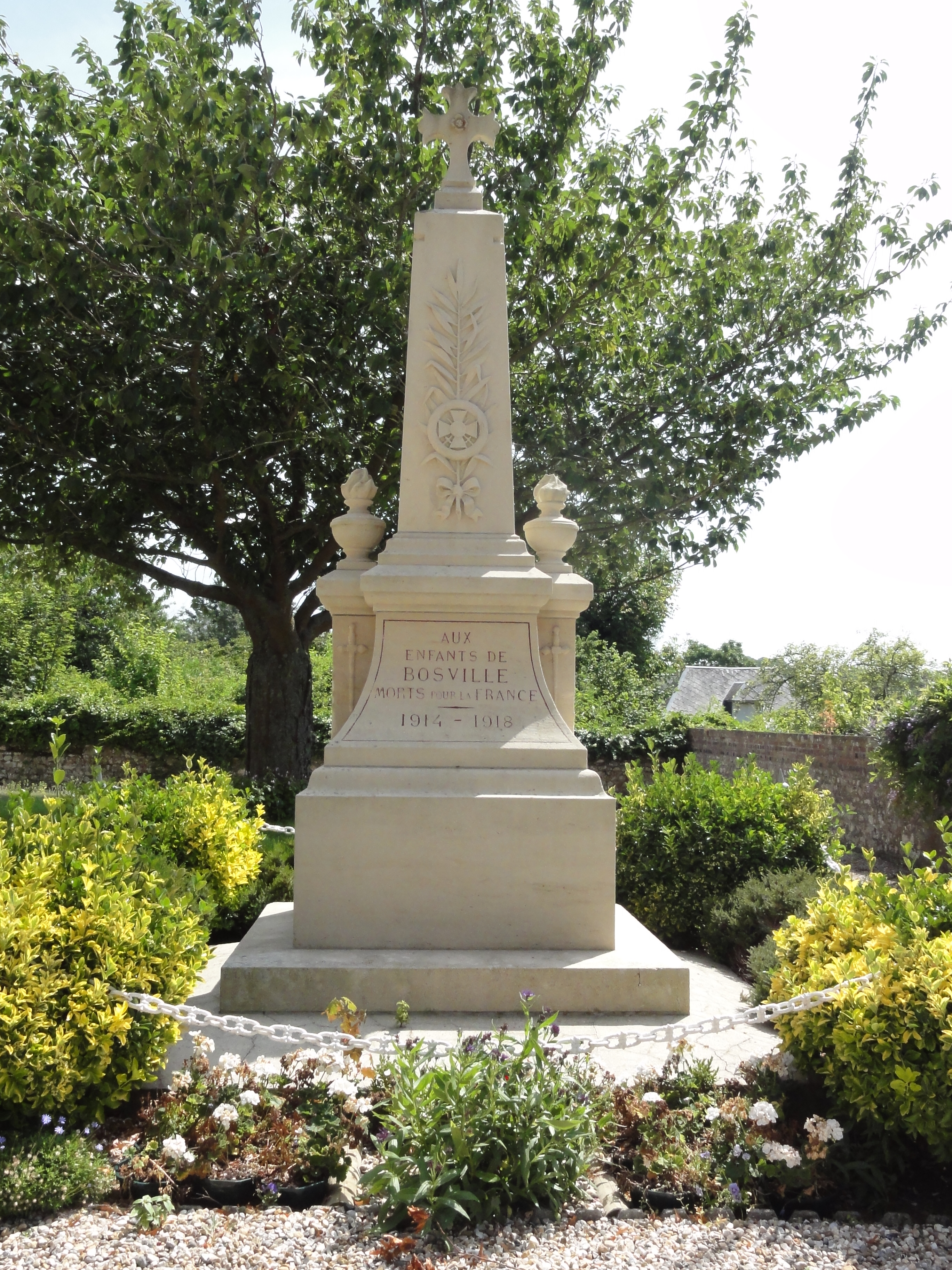
Monument aux morts
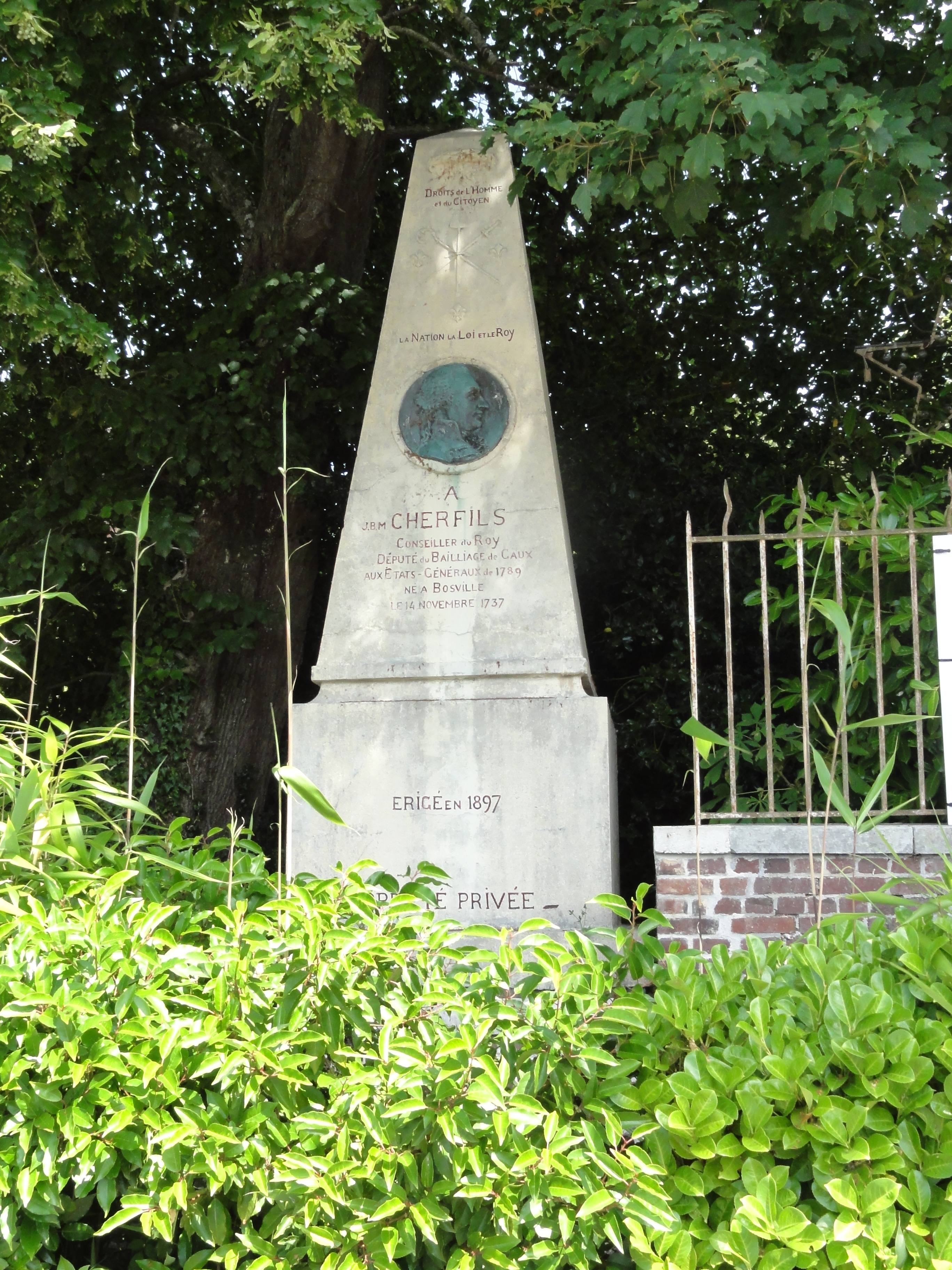
Stèle du député Cherfils.

### Personnalités liées à la commune
- Jean-Baptiste-Michel Cherfils, né à Bosville en 1737, député du tiers-état en 1789.

### Héraldique
| Armes de Bosville | Les armes de la commune de Bosville se blasonnent ainsi : Écartelé : au 1er d'azur à la croix tréflée d'argent, au 2e d'argent au lion de gueules, au 3e d'argent à la coquille de gueules, au 4e d'azur à deux goujons adossés en pal d'or. |